# Giampaolo Pazzini
Giampaolo Pazzini (født 2. august 1984 i Pescia) er en italiensk fodboldspiller, der i øjeblikket, 2011, spiller for Levante. Pazzini var den første officielle målscorer på det nye Wembley Stadion i London, med en scoring efter 28 sekunder for det italienske U-21 landshold. Pazzini var desuden med til VM i 2010 i Sydafrika.